# Episodi di Jonas L.A. (seconda stagione)
La seconda ed ultima stagione della serie televisiva Jonas L.A. è stata trasmessa negli Stati Uniti dal 20 giugno al 3 ottobre 2010 su Disney Channel.
In Italia la stagione è andata in onda su Disney Channel Italia dal 7 ottobre 2010 al 4 gennaio 2011. In chiaro viene trasmessa su Italia 1 dal 6 al 22 giugno 2011.

Logo della serie nella seconda stagione

| nº | Titolo originale      | Titolo italiano           | Prima TV USA      | Prima TV Italia  |
| -- | --------------------- | ------------------------- | ----------------- | ---------------- |
| 1  | House Party           | Il party dei Jonas        | 20 giugno 2010    | 7 ottobre 2010   |
| 2  | Back to the Beach     | Tipi da spiaggia          | 27 giugno 2010    | 17 ottobre 2010  |
| 3  | Date Expectations     | Un appuntamento di troppo | 4 luglio 2010     | 24 ottobre 2010  |
| 4  | And... Action         | Ciak, si gira             | 11 luglio 2010    | 31 ottobre 2010  |
| 5  | America's Sweethearts | I fidanzatini d'America   | 25 luglio 2010    | 7 novembre 2010  |
| 6  | Secret                | Il segreto                | 1º agosto 2010    | 14 novembre 2010 |
| 7  | A Wasabi Story        | Un pranzo molto piccante  | 8 agosto 2010     | 21 novembre 2010 |
| 8  | Up In The Air         | Sospeso nel vuoto         | 15 agosto 2010    | 28 novembre 2010 |
| 9  | Direct To Video       | Il video di Kevin         | 22 agosto 2010    | 5 dicembre 2010  |
| 10 | The Flirt Locker      | Il blog                   | 29 agosto 2010    | 12 dicembre 2010 |
| 11 | Boat Trip             | Un giro in barca          | 12 settembre 2010 | 19 dicembre 2010 |
| 12 | On the Radio          | Intervista radiofonica    | 26 settembre 2010 | 28 dicembre 2010 |
| 13 | Band of Brothers      | La band dei Jonas         | 3 ottobre 2010    | 4 gennaio 2011   |

## Il party dei Jonas
- Titolo originale: House Party
- Diretto da: Paul Hoen
- Scritto da: Lester Lewis

### Trama
I Jonas si trasferiscono a Los Angeles per trascorrere l'estate e Joe non vede l'ora di rincontrare Stella dopo due mesi di lontananza per il tour. Il loro vicino li consiglia di organizzare un party e ben presto tutti i personaggi famosi di Hollywood lo vengono a sapere, tra cui una ragazza, Vanessa, di cui Stella è gelosa. In seguito a questo Stella deciderà di rimanere solo amica di Joe, mentre tra Macy e Nick sta nascendo qualcosa.
- Guest star: Abby Pivaronas (Vanessa Paige), Adam Hicks (DZ), Beth Crosby (Lisa Malone), Robert Feggans (Big Man)

## Tipi da spiaggia
- Titolo originale: Back to the Beach
- Diretto da: Eyal Gordin
- Scritto da: Marc Warren

### Trama
Nick e Macy decidono di andare sulla spiaggia per incontrare Stone Stevens, che chiede a Macy di entrare a far parte dello staff per il suo sito web. Nick impedisce a Macy di accettare, ma in secondo momento accetta perché non crede che Nick debba decidere al posto suo della sua vita. Intanto Joe fa un provino con Vanessa Paige per ottenere la parte in un film. È solo grazie a Stella, però, se riesce a passare l'audizione e Nick dice a Macy di voler passare più tempo assieme e lei ne rimane entusiasta.
- Guest star: Debi Mazar (Mona Klein), Abby Pivaronas (Vanessa Paige), Austin Butler (Stone Stevens), Adam Hicks (DZ), Beth Crosby (Lisa Malone)

## Un appuntamento di troppo
- Titolo originale: Back to the Beach
- Diretto da: Paul Hoen
- Scritto da: Paul Ruehl

### Trama
Stella incontra un ragazzo a cui piace e che le chiede di uscire. Quando Joe viene a saperlo cerca di convincerlo a rinunciare a Stella la quale intervenendo in tempo riesce a calmare i due e spiega a Joe che, in quanto loro non stanno insieme, devono poter frequentare le persone che vogliono. Nick e Kevin intanto si sfidano per ottenere la possibilità di incontrare Justin Timberlake, ma alla fine si rendono conto che la competizione li stava allontanando e decidono di rinunciare, mandando il fratellino Frankie al loro posto. Stella e Joe si perdonano a vicenda e Stella decide di accettare la proposta di Ben.
- Guest star: Robert Adamson (Ben), Frankie Jonas (Frankie Lucas), Adam Hicks (DZ), Abby Pivaronas (Vanessa Paige), Beth Crosby (Lisa Malone)

## Ciak, si gira
- Titolo originale: And... Action
- Diretto da: Paul Hoen
- Scritto da: Ned Goldreyer

### Trama
È arrivato il momento per Joe di girare il film per cui è stato scelto come protagonista maschile e il fratello Kevin decide di aiutarlo a superare le paure nei confronti della regista che Joe si rende conto di avere dopo che non riesce a recitare la sua parte. Kevin ne approfitta per imparare i segreti del regista e nel frattempo Nick e Macy stanno cercando di rivelare i loro sentimenti l'un l'altro, mentre Stella cerca di aiutare la zia con il suo nuovo lavoro. Joe vincerà le sue paure solo quando la regista, Mona, rivelerà il suo lato dolce e Nick e Macy finalmente si mettono insieme.
- Guest star: Debi Mazar (Mona Klein), Kym Whitley (Evie), Claire Demorest (Andrea Munroe), Beth Crosby (Lisa Malone), Adam Hicks (DZ), Abby Pivaronas (Vanessa Paige)

## I fidanzatini d'America
- Titolo originale: America's Sweethearts
- Diretto da: Eyal Gordin
- Scritto da: Jessica Kaminsky

### Trama
Joe e Vanessa devono baciarsi sul set del loro film, ma Joe non è sicuro di doverlo fare e non sa come dirlo a Vanessa poiché teme di non piacerle. Perciò parla con Stella, la quale gli dice che avrebbe detto lei a Vanessa del bacio. Kevin intanto chiede a Mona di insegnargli a fare il regista e lei pone la condizione che lo avrebbe fatto se lui avesse ritrovato il suo orecchino. Stella scopre che Vanessa è innamorata di Joe e che non vede l'ora di baciarlo, ma quando arriva il momento del bacio Joe non riesce a farlo perché Stella gli mostra il pollice in giù. Alla fine però tutto verrà chiarito e Joe e Vanessa escono insieme, mentre Kevin ritrova l'orecchino di Mona, che gli insegna a fare il regista.
- Guest star: Debi Mazar (Mona Klein), Abby Pivaronas (Vanessa Paige), Beth Crosby (Lisa Malone)
- Assente: Nicole Anderson (Macy)

## Il segreto
- Titolo originale: The Secret
- Diretto da: Paul Hoen
- Scritto da: Grace Parra

### Trama
Nick e Macy fanno di tutto per non far scoprire anche ai loro amici di essere fidanzati, perché temono che in questo modo faranno la fine di Joe e Stella, che si sono dovuti lasciare poiché non riuscivano ad avere un po'  di intimità nel loro rapporto. Tuttavia la nipotina di Big Man (China McLain) vede i due fidanzati in un momento di intimita ed è intenzionata a rivelarlo a tutti. Sarà proprio l'accaduto che farà rendere conto a Nick e Macy che non devono avere paura di mostrare il loro rapporto e saranno proprio i due a rivelarlo pubblicamente ai loro amici.
- Guest star: China Anne McClain (Kiara Tyshanna), Beth Crosby (Lisa Malone), Robert Feggans (Big Man)

## Un pranzo molto piccante
- Titolo originale: A Wasabi Story
- Diretto da: John Scott
- Scritto da: Danny Warren

### Trama
Vanessa e il ragazzo di Stella decidono di organizzare un incontro a quattro e Stella e Joe si sentono a disagio poiché i rispettivi compagni non sanno della loro storia precedente. Intanto Macy sfida Nick e Kevin a golf e, diversamente da quello che tutti si aspettavano, Macy vince e costringe i ragazzi a lasciare a lei e a Stella tutta la villa dei Jonas. Durante l'incontro i ragazzi mangiano giapponese e Stella e Joe fanno a gara a chi riuscirà a mangiare per primo un bocconcino di riccio di mare. Credendo che sia gelato al tè verde poi, Joe agguanta una ciotola di wasabi (condimento giapponese piccantissimo), mangiandone la metà, così inizia a sentirsi male. Joe allora va in cucina e si attacca al rubinetto dell'acqua per cercare di alleviare il bruciore alla bocca. Arriva anche Stella ad aiutarlo e gli consiglia di bere del latte. Joe segue questo consiglio, ma mentre beve disperatamente dalla bottiglia si sporca di latte, così Stella si offre di pulirlo. Mentre i due sono vicini il fidanzato di Stella li vede e la lascia. Anche Vanessa verrà informata della loro storia precedente e all'inizio farà finta di rimanere amica di Stella, ma alla fine le confesserà di odiarla.
- Guest star: Alec Mapa (Chef Shiraki), Robert Adamson (Ben), Abby Pivaronas (Vanessa Paige), Beth Crosby (Lisa Malone)

## Sospeso nel vuoto
- Titolo originale: Up in the Air
- Diretto da: John Scott
- Scritto da: Marc Warren

### Trama
È il primo anniversario di Nick e Macy non sa che regalo farle. Kevin si offre di spiare Macy per scoprire che cosa le piace, e scopre che ama le cose fatte a mano, perciò Nick cerca di farle una tazza a mano, ma non è soddisfatto del risultato. Intanto Stella inizia a lavorare sul set del film e Vanessa, per vendicarsi del fatto che lei ha accettato il lavoro, viene a passare il weekend a casa Jonas, con la scusa che le stanno disinfestando l'appartamento. Sul set invece, Joe si trova alle prese con una nuova attrezzatura per tenerlo sospeso in aria. Così decide con questa di fare una sorpresa a Vanessa a cui poi viene portata anche Stella. Joe le attende dal soffitto di un capannone e quando le ragazze arrivano, convinte di essere sole, iniziano a litigare. Joe sente Vanessa che dice a Stella che l'avrebbe fatta licenziare e per questo motivo decide di lasciarla avvicinandosi, così, sempre più a Stella. Quando Nick consegna il regalo a Macy questa non sembra essere molto soddisfatta, ma cambia umore quando le consegna anche degli orecchini.
- Guest star: Debi Mazar (Mona Klein), China Anne McClain (Kiara Tyshanna), Abby Pivaronas (Vanessa Paige), Beth Crosby (Lisa Malone)

## Il video di Kevin
- Titolo originale: Direct to Video
- Diretto da: Paul Hoen
- Scritto da: Ned Goldreyer, Paul Ruehl

### Trama
Arrivano alla villa di Los Angeles il padre dei Jonas e Frankie, che si è innamorato di Macy che cerca di persuadere, anche se questa cercherà in tutti i modi di fargli capire che è troppo piccolo e che il suo ragazzo è Nick. I ragazzi decidono di realizzare un nuovo video e Kevin vorrebbe esserne il regista. Tuttavia il padre ingaggia già un altro regista che i ragazzi licenzieranno perché non ascoltava le loro opinioni sul video. Alla fine il padre capirà il talento di Kevin che realizzerà un fantastico video musicale e se ne tornerà a casa con Frankie, che, dopo aver assaggiato i biscotti di Macy, da lui giudicati "Disgustosi", finalmente decide di lasciarla in pace.
- Guest star: John Ducey (Tom Lucas), Frankie Jonas (Frankie Lucas), Antony Del Rio (McP), Beth Crosby (Lisa Malone)

## Il blog
- Titolo originale: The Flirt Locker
- Diretto da: Paul Hoen
- Scritto da:

### Trama
Kevin non è più in forma come una volta, non riesce più a fare il suo mitico salto mortale. Quindi chiede aiuto a Big Man per rimettersi in forma, il quale lo fa lavorare davvero duramente, anche per vendicarsi delle sue petunie che Kevin aveva accidentalmente rotto con un disastroso tentativo di salto. Joe intanto ha un importante incontro con Jessica, alias "The Movie Brat" un'importante blogger, per parlarle del suo nuovo film. Ma lei per fare audience si autoconvince e posta sul suo blog che lei e Joe sono fidanzati. Lei gli dà appuntamento il giorno dopo in un ristorante, a cui vengono a pranzare anche Stella e Macy. Joe è disperato perché non sa come potersi sbarazzare della ragazza, e Stella gli suggerisce di elencarle i suoi difetti, indicandogliene anche alcuni, che Joe crede falsi. Ma questo non funziona, così Joe durante l'appuntamento torna dalle due amiche, lamentandosi dei difetti "falsi" che non funzionano. Quando scopre che in realtà Stella non li aveva inventati, torna molto deluso al suo tavolo. Ma ancora non si era sbarazzato della blogger, così Stella per aiutare il suo amico escogita insieme a Macy un piano: si dichiara a Joe, ma solo per finta. Joe, credendo che quelle parole siano vere all'inizio è estasiato, poi quando gli rivelano del piano rimane ferito, anche per colpa dei difetti. Così fra Stella e Joe cala un gelo indescrivibile, anche se alla fine Stella si rende conto che anche a lei piace di nuovo Joe. Nel frattempo Nick deve fare un importante incontro con un produttore musicale, che dopo disastrosi tentativi con flauti e dipinti, gli propone di fare un album da solista.
- Guest star: Abbie Cobb (Jessika), Beth Crosby (Lisa Malone), Robert Feggans (Big Man)

## Un giro in barca
- Titolo originale: Boat Trip
- Diretto da: Paul Hoen
- Scritto da:

### Trama
I rapporti tra Stella e Joe sono sempre pessimi, così Nick e Macy decidono di intervenire e, per tentare di riconciliarli, organizzano una gita in barca.
Kevin, intanto, accetta la sfida lanciatagli dal suo vecchio compagno di scuola David Henrie, composta da tre round.
Il primo round sarà aggiudicato da Kevin, il secondo da David, mentre il terzo sembra concludersi in parità, con la riconciliazione dei due sfidanti, ma Kevin, desideroso di vincere, ne approfitta e si aggiudica la vittoria finale.
Intanto, Nick e Macy cercano di far riappacificare Stella e Joe, e gettano l'ancora della barca lontano dalla costa.
Il meccanismo per il recupero dell'ancora, però, si blocca, Macy si agita e Nick cerca di calmarla e ne approfittano per lasciare soli a chiarirsi Stella e Joe, i quali ritrovano la serenità.
Nel frattempo, la zia di Stella, Lisa, non fidandosi di lasciare le due ragazze da sole con i due fratelli Lucas, li aveva seguiti e li soccorre.
Joe, prima di essere soccorso, si accorge che gli piace Stella e le chiede di diventare la sua ragazza.
- Guest star: Beth Crosby (Lisa Malone), David Henrie (sé stesso), Emily Osment (sé stessa)

## Intervista radiofonica
- Titolo originale: On The Radio
- Diretto da: Paul Hoen
- Scritto da:

### Trama
Stella e Joe si fidanzano. Le riprese del film Forever April vengono terminate e Mona propone a Joe di partecipare al seguito che verrà girato in Nuova Zelanda. Nel frattempo a Nick viene proposto di incidere un CD da solista e Kevin decide di far da regista al film di David Henrie. Nel frattempo viene messa la voce che i Jonas stanno per sciogliere il gruppo e per smentire ciò partecipando ad un programma radiofonico dove erroneamente annunciano i loro nuovi programmi. Stella arrabbiata dalla notizia di Joe si fa portare dalla zia all'aeroporto. Intanto, i Jonas decidono di organizzare un concerto per dimostrare che la band non si è sciolta e non si scioglierà.
- Guest star: Beth Crosby (Lisa Malone), David Henrie (sé stesso), Abby Pivaronas (Vanessa Paige), Debi Mazar (Mona Klein)

## La band dei Jonas
- Titolo originale: Band of brothers
- Diretto da:
- Scritto da:

### Trama
Macy riesce a rintracciare Stella telefonicamente per convincerla a tornare indietro a riprendere la relazione con Joe, ma Stella è decisa a non ritornare sui suoi passi. Intanto, Kevin e Joe cercano di raggiungerla all'aeroporto, ma la macchina si ferma per esaurimento dell'olio del motore e così Joe decide di raggiungere l'aeroporto a piedi. Nel frattempo, il palcoscenico allestito per il concerto che dimostrerà che la band è ancora unita è pronto ma i fan cominciano a spazientirsi e Macy cerca di guadagnare tempo. Nel frattempo, Joe dichiara il suo amore per Stella a lei e a tutti i presenti. Lei contraccambia l'amore per Joe e i due si baciano. A questo punto, i fratelli Jonas si presentano sul palco, il concerto ha inizio e i fan sono stati convinti che i Jonas non si scioglieranno. La puntata termina con le riprese di Macy, la quale filma i tre fratelli Jonas, che hanno deciso di seguire i "progetti paralleli" che avevano pianificato: Nick inciderà la canzone da solista, Kevin dirigerà il film di David Henrie e Joe, probabilmente, girerà nel sequel di Forever April, anche se nella sua testa, attualmente, c'è solo il desiderio di stare con Stella.
- Guest Star: Frankie Jonas (Frankie Lucas), China Anne McClaine (Kiara Tishanna), Robert Feggans (Big Man), Abby Pivaronas (Vanessa Paige), Beth Crosby (Lisa Malone), Debi Mazar (Mona Klein)